# Rhacophorus taipeianus
Rhacophorus taipeianus е вид земноводно от семейство Rhacophoridae. Видът е почти застрашен от изчезване.

## Разпространение
Разпространен е в Провинции в КНР и Тайван.